# أبرشية سانت ديفيد
أبرشية سانت ديفيد هي رابع أكبر أبرشيات غرينادا في جنوب شرق الجزيرة. البلدة الرئيسة (أكبر قرية) للرعية هي سانت ديفيد، وتقع بين لا تانتي ووسترهول. ونظرًا لصغر حجم سانت ديفيد، تُعرف الرعية أحيانًا باسم "رعية العذراء".